# 圣安东尼 (明尼苏达州)
圣安东尼（英語：St. Anthony）是一個美國城市，位於美国明尼蘇達州斯县。根據2010年的人口普查，當地人口為86人。

## 地理
根据美国人口普查局，该城市的总面积為0.49平方英里（1.27平方）。